# Guadalupe (Goicoechea)
Guadalupe è un distretto della Costa Rica, capoluogo del cantone di Goicoechea, nella provincia di San José.